# Jednakostranični trokut
Jednakostranični trokut je trokut koji ima sve tri stranice jednake duljine i tri jednaka kuta.

## Osnovna svojstva jednakostraničnog trokuta
Površina jednakostraničnog trokuta iznosi:
{\displaystyle P={\frac {\sqrt {3}}{4}}a^{2}}
Opseg jednakostraničnog trokuta iznosi:
{\displaystyle O=3a\,\!}
Polumjer upisane kružnice jednakostraničnog trokuta iznosi:
{\displaystyle r={\frac {\sqrt {3}}{6}}a}
Polumjer opisane kružnice jednakostraničnog trokuta iznosi:
{\displaystyle R={\frac {\sqrt {3}}{3}}a}
Visina jednakostraničnog trokuta iznosi:
{\displaystyle v={\frac {\sqrt {3}}{2}}a}

## Geometrijska konstrukcija
Jednakostraničan trokut se može konstruirati šestarom i ravnalom. Treba napraviti jednu dužinu, pa na krajnjim točkama dužine napraviti kružnicu koja ima polumjer jednak duljini dužine. Isto se ponovi za drugi kraj dužine. Sjecište kružnica i krajnje točke početne dužine čine vrhove jednakostraničnog trokuta.
Jednakostraničan trokut se može konstruirati i na drugi način. Prvo se napravi kružnica, a zatim šestarom označimo sjecišta kružnica s istim polumjerom. Ako se spoje tri suprotna vrha, dobiva se jednakostraničan trokut.